# 新色·旺杰
新色·旺杰（1956年—）藏族，西藏谢通门县人，苯教僧人。

## 生平
旺杰是辛仓氏族后裔。后来出任色结寺民主管理委员会主任。他历任中国佛教协会西藏分会常务理事、日喀则地区佛教协会副会长。2004年前后正在担任中国佛教协会西藏分会副会长。他还是中国佛教协会第八届理事会藏传佛教工作委员会委员。